# Philippine de Sarrebruck-Commercy
Philippine de Sarrebruck-Commercy (1490 - Montmirail le 8 juin 1551), dame de Commercy-Château-Haut, vicomtesse de Louvois, dame de Montmirail, est la fille de Robert II de Sarrebruck-Commercy et de Marie d'Amboise, elle-même fille de Charles Ier d'Amboise.

## Biographie
Philippine de Sarrebruck-Commercy épouse en 1504, à l'âge de quatorze ans, Charles de Silly (1475/77 - 4 août 1516/18), seigneur de Rochefort-en-Yvelines, de qui elle a :
- Nicolas, mort à Asti le 4 octobre 1527,
- Louis, (? - avant 1565), comte de La Roche-Guyon, il épouse le 16 février 1539 Anne de Laval, (Château de Comper le 29 juin 1525 - après 1572), de qui il eut Henri, Antoine, et Catherine mariée le 25 novembre/décembre 1565 à François Chabot,
- Jacques, (? - 1570), comte de La Rochepot, seigneur de La Roche Guyon et de Montmirail, il épouse Marie Madeleine d'Annebault, (1541 - 3 juin 1568),
- Catherine, elle épouse le 25 mars 1536 François de Rohan (1515 - 1559), seigneur de Gié, vicomte de Fronsac et comte d'Orbec, fils de Charles de Rohan-Gié.

Après le décès de son époux en 1516 elle continue de résider au château de La Roche-Guyon où elle apprend le décès de son frère Amé III en 1525 et par là même qu'elle hérite de la riche seigneurie de Commercy. Dès lors elle prend le titre de "Damoiselle de Commercy, seigneur de Montmirail et de Souldron, baronne et vicomtesse de Loupvois, dame de Germenes et de Cocey". Sa prise de possession de Commercy intervient le 17 novembre 1526 où son écuyer Guillaume Bouchet se présente au château et reçoit le serment de fidélité du gouverneur Jean de Dommartin. Elle rédige son testament le 7 juin 1551 et choisi d'être inhumée au château de Montmirail.

### Sources
- Charles Emmanuel Dumont, Histoire de la ville et des seigneurs de Commercy, Volume 1, N. Rolin, 1843 (lire en ligne), p. 343 à 353

### Lines externes
- Geneall, Philippa de Sarrebruck, dame de Commercy
- Fabpedigree, Philippe de Saarbrucken-Commercy
- Roglo, Philippe de Sarrebruck